# Segurança Nacional (filme de 2003)
Segurança Nacional (em inglês:  National Security) é um filme de comédia de ação estadunidense de 2003, dirigido por Dennis Dugan, estrelado por Martin Lawrence e Steve Zahn. Além de Lawrence e Zahn, National Security Possui um elenco adicional de Bill Duke, Eric Roberts, Colm Feore, Matt McCoy, e outros.
O filme foi lançado em janeiro de 2003 e faturou mais de $50 milhões no mundo inteiro em bilheterias. O filme foi rodado em vários locais na Grande Los Angeles, incluindo Long Beach e Santa Clarita.

## Sinopse
O filme conta a história de um homem, Earl Montgomery (Martin Lawrence), que acusa um policial, Hank (Steve Zahn) de tê-lo agredido, enquanto que esse estava ajudando o tal homem a espantar uma abelha.
O policial é preso, perde o emprego, e sofre na prisão. Quando sai, encontra Earl e juntos descobrem um grande esquema de tráfico de drogas.

## Elenco
- Martin Lawrence ....Earl Montgomery
- Steve Zahn .... Hank Rafferty
- Bill Duke .... Tenente Washington
- Eric Roberts .... Nash
- Robinne Lee .... Denise
- Timothy Busfield .... Charlie Reed
- Colm Feore .... Frank McDuffe
- Matt McCoy .... Robert Barton
- Brett Cullen .... Heston
- Mari Morrow .... Lola

## Música
As principais músicas são:
- "Silly" - The Warden
- "One of These Days" - Wu-Tang Clan
- "95 South" - Cool Ade
- "All Good? - De La Soul
- "N.S.E.W." - Disturbing tha Peace
- Fruko y Sus Tesos ("El Preso")
- Graveyard Soldjas ("Don't Start None")
- The Warden ("Silly")
- Petey Pablo ("Blow Your Whistle")
- De La Soul featuring Chaka Khan ("All Good")
- Tracy ("One More Try")
- Barry White ("Can't Get Enough Of Your Love Babe")
- Fingaz ("Baby")
- 95 South ("Cool Ade (Extended Mix)")
- Lil' O ("Ay Yo")
- Bathgate ("Bump That")
- Damian Valentine ("Revolution")
- Disturbing Tha Peace ("N.S.E.W.")

## Resposta da crítica
O filme foi mal recebido pela crítica, recebendo uma classificação de 11% no Rotten Tomatoes com base em 88 comentários.